# Мавзолей Рухабад
Мавзолей Рухабад (узб. Ruhobod maqbarasi / Руҳобод мақбараси — Обитель духа) — мемориально-культовое сооружение XIV века в Самарканде, место погребения исламского проповедника, богослова и учёного-мистика шейха Бурханеддина Клыч Сагарджи.

## История
Мавзолей Рухабад был построен по распоряжению Амира Тимура в 1380 году над могилой исламского религиозного деятеля шейха Бурханеддина Сагарджи, родом из городка Сагардж, получившего известность распространением ислама среди кочевников Восточного Туркестана. Время самого захоронения точно неизвестно. Исламский богослов Абу Хафса Наджметдин Умар в «Кандии» относит захоронение шейха Бурханеддина Сагарджи к X веку. По другим данным могила шейха появилась в Самарканде в 1287 году. Однако большинство историков датирует захоронение второй половиной XIV века, опираясь на свидетельство арабского историка и путешественника ибн Батутты, который посещал Индию и Китай в 40-е года XIV века и называл Сагарджи главой мусульманской миссии в Пекине. Бурханеддин Сагарджи пользовался большим влиянием при дворе правившей в Китае монгольской династии Юань и даже был женат на «китайской принцессе». Он умер в Китае, завещав своему сыну Абу Саиду похоронить его в Самарканде.
Вскоре после строительства мавзолей Рухабад становится одним из самых почитаемых культовых сооружений Самарканда. Сам Тимур, проезжая мимо мавзолея, всегда спешивался с коня. Позднее южнее Рухабада он от имени своего внука Мухаммад-Султана строит духовный центр, включавший медресе и суфийскую ханаку, который «Царской аллеей» (Шах-рох) был соединён с усыпальницей Бурханеддина Сагарджи. Согласно легенде, шейх Бурханеддин владел медной коробкой, в которой хранились семь волосков из бороды пророка Мухаммеда и которая при строительстве была замурована в куполе мавзолея. Кроме Бурханеддина Сагарджи в мавзолее Рухабад были позднее захоронены его супруга, сыновья и родственники.
В последующие годы территория вокруг мавзолея неоднократно застраивалась. В 1880—1882 годах рядом с мавзолеем появилась оформленная в китайском стиле квартальная мечеть. В середине XIX века на месте обветшавших строений было построено одноэтажное медресе, минарет, а также вырыт бассейн (хауз). Мечеть и минарет дошли до наших дней. От медресе сохранился портальный вход со стрельчатой аркой, фланкированный башенками-гульдаста, и привратные сооружения.
Работы по укреплению мавзолея проводились В 1950-х годах и в январе 2016 года.

## Архитектура
Мавзолей Рухабад является нетипичным для времени правления Тимура сооружением. У здания отсутствует характерный для этого периода входной портал, что делает все его фасады равнозначными. Мавзолей представляет собой однокупольное сооружение центрической композиции площадью 14х12 метров и высотой 24 метра. Основанием его является куб, на котором располагается переходный арочный восьмигранник со световыми окнами на главных осях. Венчает строение сфероконический купол. В мавзолей ведут три входа — с севера, запада и юга. Убранство мавзолея весьма аскетично. В его наружном декоре преобладает фактура из жжёного кирпича. Лишь в обрамлении арочных входов имеются плитки поливной резной терракоты. В интерьере в основании стен имеется двухметровая керамическая панель, над которой есть вставки глазурованных изразцов в виде узкой прерывистой ленты. Остальная часть стен, арочные паруса и купол затёрты алебастром.